# Maravalia pseudosuprastomatalis
Maravalia pseudosuprastomatalis är en svampart som beskrevs av Y. Ono & Kakish. 1988. Maravalia pseudosuprastomatalis ingår i släktet Maravalia och familjen Chaconiaceae.   Inga underarter finns listade i Catalogue of Life.